# Rishod Sobirov
Rishod Sobirov (kyrillisch und russisch Ришод Собиров Rischod Sobirow; * 11. September 1986 in Burbogi, Provinz Buxoro) ist ein usbekischer Judoka. Er tritt im Halbleichtgewicht (Klasse bis 66 Kilogramm) an.

## Sportliche Karriere
Sobirov gewann 2005 bei den Junioren-Asienmeisterschaften den Titel in der Klasse bis 55 Kilogramm. 2007 trat er bei den Asienmeisterschaften in der Erwachsenenklasse bis 60 Kilogramm an und erhielt die Silbermedaille hinter dem Iraner Masoud Haji Akhound Zade. Bei den Olympischen Spielen 2008 in Peking erhielt Sobirov die Bronzemedaille, nachdem er nur gegen den südkoreanischen Olympiasieger Choi Min-ho verloren hatte. 2009 gewann Sobirov Bronze bei den Asienmeisterschaften.
Sobirovs erfolgreichstes Jahr war 2010: Er gewann die Turniere in Suwon (Masters), Tunis und Moskau und belegte in Paris und Rio de Janeiro jeweils den zweiten Platz. Danach gewann er die Titel bei den Weltmeisterschaften in Tokio und bei den Asienspielen in Guanzhou. 2011 gewann Sobirov das Masters-Turnier in Baku und die Turniere in Paris und Moskau. Im August 2011 verteidigte er seinen Weltmeistertitel in Paris. Nachdem Sobirov Anfang 2012 beim Masters-Turnier in Almaty im Finale gegen den Russen Arsen Galstjan verloren hatte, siegte er im Februar erneut beim Turnier in Paris. Bei den Olympischen Sommerspielen 2012 in London gewann Sobirov wie vier Jahre zuvor in Peking die Bronzemedaille. Auch bei den Olympischen Spielen 2016 in Rio de Janeiro erhielt er Bronze, diesmal allerdings im Gegensatz zu den beiden vorherigen Spielen nicht im Superleichtgewicht, sondern im Halbleichtgewicht.